# Fozzy
Fozzy es una banda estadounidense de heavy metal, originaria de San Antonio, Texas pero ahora residente en Florida. Los miembros de la banda consisten en el luchador profesional Chris Jericho, junto con Rich Ward, Frank Fontsere de Stuck Mojo, Billy Grey, Paul Di Leo y Randy Drake.

## Historia

### Fozzy Osbourne (1999–2000)
Fozzy comenzó su carrera musical bajo el nombre de Fozzy Osbourne, el cual es un juego de palabras con el nombre del cantante Ozzy Osbourne y era una banda de versiones de este y otras agrupaciones de Heavy Metal. En 1999, Jericho y Ward se conocieron en San Antonio después de un show de lucha libre, y fue invitado a cantar en la banda; Jericho participó en algunas sesiones, pero en esos momentos no planeaba ser miembro de la banda permanentemente. En el 2000, Jericho no podía luchar por cuatro meses debido a que se había lesionado un tobillo, entonces se reunió con la banda bajo el nombre de Moongoose McQueen, y poco tiempo después salieron de gira.

### Fozzy (Del 2000 en adelante)
La banda decidió simplificar su nombre solamente a "Fozzy".
Poco después, Fozzy produjo su primer álbum homónimo, el cual contenía versiones de bandas de renombre como Dio, Scorpions, Krokus, Twisted Sister, Iron Maiden, Mötley Crüe y Judas Priest. También, en un tiempo, la banda pensó cambiar su nombre a Big City Knights, algo que nunca ocurrió.
El segundo álbum de Fozzy se tituló Happenstance y fue lanzado en el año 2002, y nuevamente incluía versiones de bandas como Black Sabbath, Scorpions, W.A.S.P. y Accept.
En el 2005 ellos produjeron su tercer álbum All That Remains, el cual está completamente compuesto de temas originales sin contener versiones. Las canciones más notables de este álbum son "Enemy" y "Daze of the Weak". All That Remains cuenta con la participación de Zakk Wylde ( miembro de Black Label Society, Ozzy Osbourne y Pride and Glory), Bonecrusher, Mark Tremonti (Creed, Alter Bridge), y  Butch Walker (Marvelous 3). El álbum vendió más de 100,000 copias y fue elogiado por docenas de revistas con temática roquera, encabezando una muy difundida gira mundial. Ese mismo año, "Enemy" fue el tema principal para WWE Royal Rumble y se lanzó el videoclip de esta canción el año 2006. Además, en el año 2005 la banda participó en el Download Festival que se dio lugar en Donington Park, Inglaterra.
Poco después de lanzar All That Remains, se iniciaron los planes para un cuarto álbum.
El miércoles 4 de marzo de 2009, MetalUnderground.com reportó que Fozzy había firmado contrato con la discográfica Australiana Riot! Entertainment para realizar su cuarto álbum. Además revelaron que su siguiente producción se titula "Chasing The Grail."
El 18 de enero de 2012 Fozzy anunció a través de su página de Facebook que habían firmado un contrato con Century Media Records.
Se ha confirmado que Fozzy está trabajando en un nuevo disco y se está buscando una fecha de lanzamiento en verano del 2014.
El primer sencillo del álbum es Lights Go Out, el cual salió el 29 de abril de 2014. Junto con el lanzamiento del sencillo también se reveló el nombre del álbum Do You Wanna Start A War el cual será lanzado en América del Norte el 22 de julio a través de Century Media Records. El segundo sencillo, "One Crazed Anarchist", fue lanzado el 26 de mayo de 2014 y se le dio la opción a las personas de pre-ordenar el álbum. El álbum Do You Wanna Start A War fue lanzado el 21 de julio en Reino Unido y Europa y el 22 de julio en América del Norte.
Chris Jericho confirmó que Fozzy espera tener su séptimo álbum de estudio escrito por enero de 2016. Este disco será el primero en incorporar el bajista Randy Blake, quien se unió a la banda en 2015 reemplazando a Jeff Rouse. 
En diciembre de 2015, la banda ha comenzado a trabajar en el disco y espera tener una fecha de lanzamiento en algún momento en el verano de 2016. Sin embargo, dijo Jericho en una entrevista que es poco probable que sea lanzado en 2016 y es más probable que sea lanzado en 2017, esto podría deberse a su regreso a tiempo completo con la WWE compitiendo en el ring.
El 18 de marzo de 2017, Chris Jericho anunció en su página de Instagram que Paul Di Leo había vuelto a Fozzy  en sustitución de Randy Drake como el bajista.
El 26 de abril de 2017, la banda lanzó un breve fragmento de su nuevo sencillo y vídeo musical titulado "Judas", que se estrenará en Loudwire el 2 de mayo.

### El incidente de Delicious Rox
El sábado 30 de septiembre de 2006, Fozzy se encontraba en el festival musical Delicious Rox en Sedalia, Misuri. Un poco antes, durante en festival, la banda de metal American Head Charge salió al escenario para su presentación. Durante su presentación, un fan enloquecido lanzó una botella de vidrio hacia el escenario, hiriendo al bajista Chad Hanks. Hanks procedió a coger la botella y a responder el ataque de su agresor, pero se encontraba tan furioso que, sin pretenderlo, impactó contra una adolescente. La chica sufrió una severa lesión en la cabeza. Mientras era atendida por los paramédicos, la chica recibió la visita del cantante de Fozzy, Chris Jericho, por quien la chica había viajado desde muy lejos para ver su presentación. Ella fue trasladada a un hospital local para ser analizada por un médico. Después del incidente, Jericho reclamó a Tuders sobre lo que había pasado. Los dos músicos se hicieron de palabras y Jericho dijo que no quería provocar altercados. Después, durante el festival, Fozzy realizó su presentación. Antes de la tercera canción, el director del festival tomó el escenario e informó a la multitud (y a la banda) que el festival sería cancelado por las autoridades. El bajista de American Head Charge, Chad Hanks fue arrestado después por haber agredido a la joven.

## Discografía

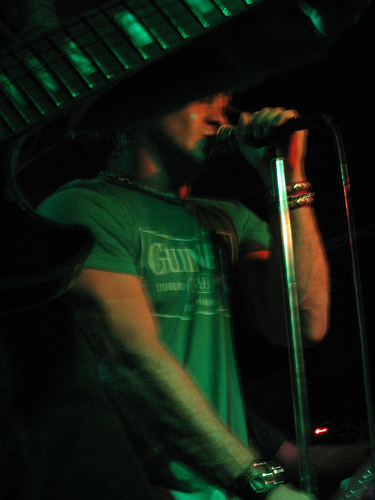
Jericho en un concierto.

- Fozzy (2000)
- Happenstance (2002)
- All That Remains (2005)
- Chasing the Grail (2010)
- Sin and Bones (2012)
- Do You Wanna Start A War (2014)
- Judas (2017)
- Boombox (2022)

## Sencillos
- "Eat the Rich" (2000)
- "Balls to the Wall" (2002)
- "With the Fire" (2002)
- "To Kill a Stranger" (2002)
- "Enemy" (2005)
- "It's a Lie" (2006)
- "Metal Gods" (2007)
- "Martyr No More" (2009)
- "Let The Madness Begin" (2009)
- "Sandpaper" (2012)
- "Lights Go Out" (2014)
- "One Crazed Anarchist" (2014)
- "Judas" (2017)
- "Nowhere To Run" (2019)

## DVD
- Fozzy - Unleashed, Uncensored, Unknown (2003)

## Galería de fotos

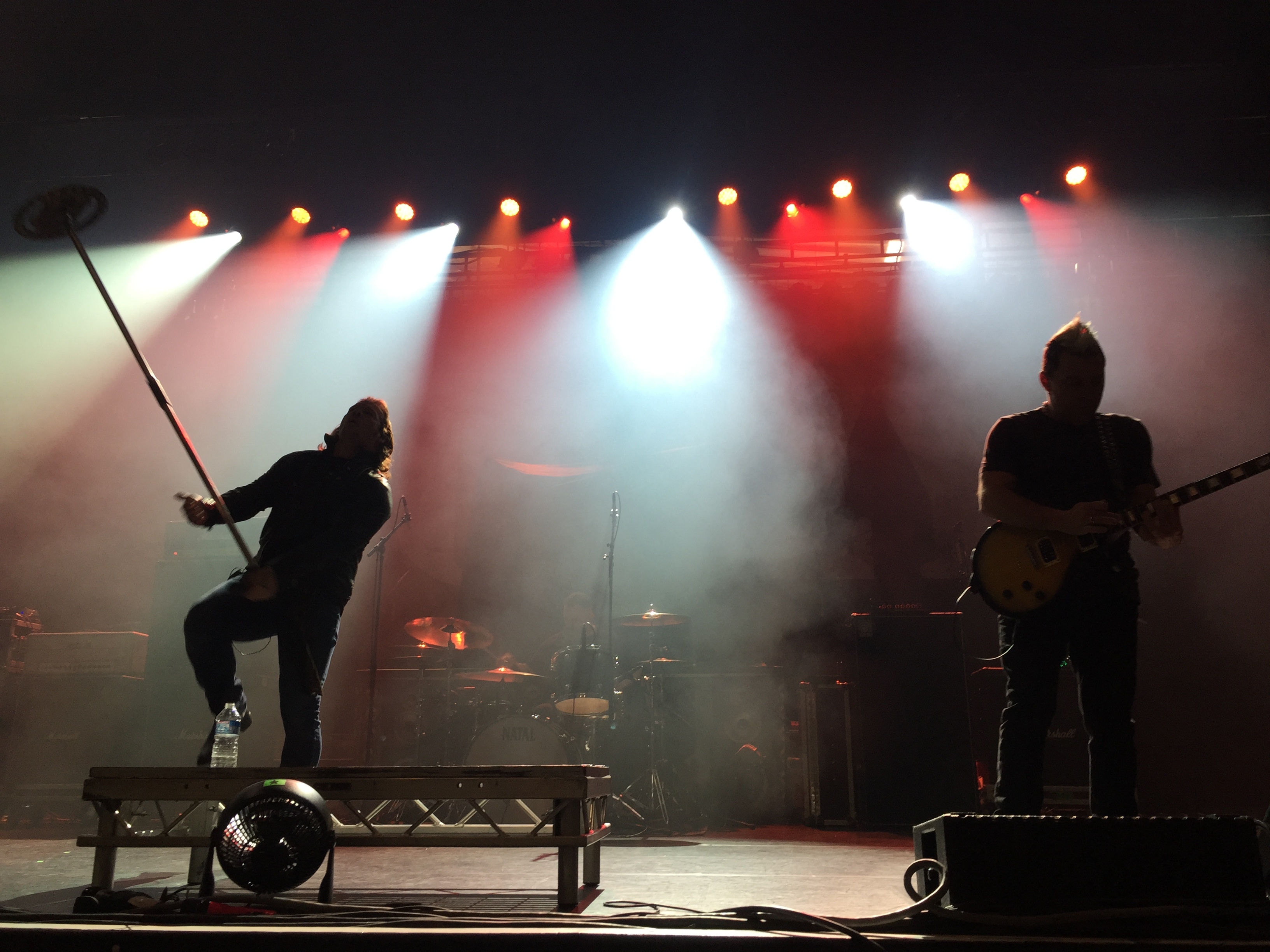
Fozzy
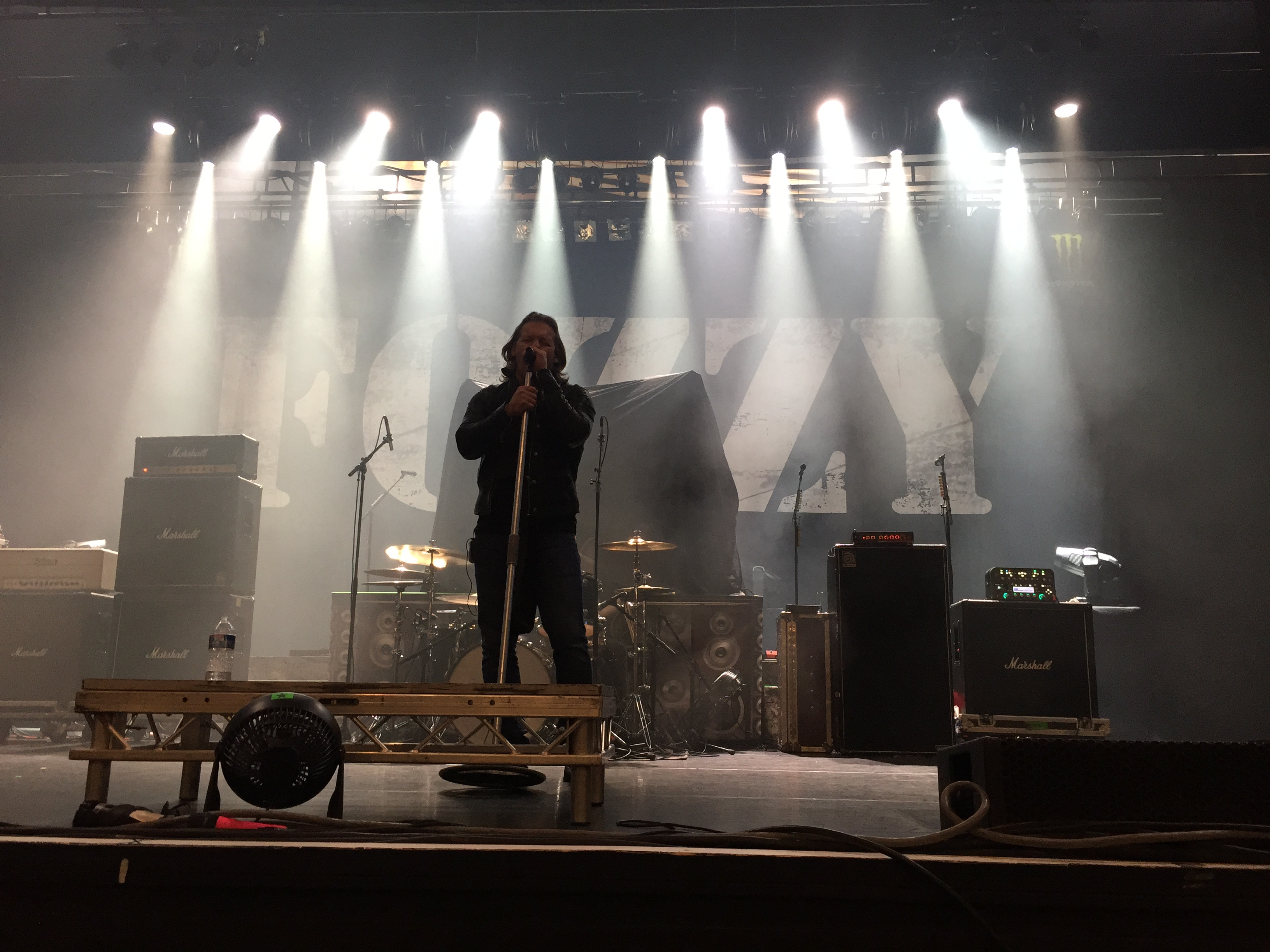
Chris Jericho

## Integrantes

### Miembros actuales
- Chris Jericho – voz, piano (1999-presente)
- Rich Ward – guitarra, coros (1999-presente)
- Frank Fontsere – batería, percusiones (1999-2005, 2009-presente)
- Billy Grey – guitarra, coros  (2010-presente)
- Paul Di Leo - bajo, coros (2011-2014; 2017-presente)

### Miembros pasados y fundadores
- Dan Dryden – bajo (1999–2002)
- Keith Watson – bajo (2002–2004)
- Mike Schneider – guitarra (2001–2002)
- Andy Sneap – guitarra (2001–2004)
- Ryan Mallam – guitarra (1999–2002)
- Jeff Rouse - bajo (2014-2015)
- Randy Drake – bajo (2015-2017)

### Páginas oficiales de los integrantes
- Chris Jericho, official website
- "The Duke" Rich Ward, official website
- Rich "The Duke" Ward en Myspace
- Mike Martin, official website
- Mike Martin en Myspace

- Datos: Q526270
- Multimedia: Fozzy / Q526270